# Valsörarna
Valsörarna (en finnois Valassaaret) est un archipel du golfe de Botnie Finlande.

## Géographie
Il est situé à 15 km de Björkö dans le Kvarken (Golfe de Bothnie) et fait partie de la municipalité de Korsholm.

## Histoire
Le nom de l'archipel signifie îles des baleines.
À la suite de plusieurs naufrages, un phare de 36 mètres de hauteur, conçu par Henry Lepaute, élève de Gustave Eiffel, y est établi en 1886.
Il est automatique depuis 1963.

## Station biologique
Valassaaret est depuis 1948 un sanctuaire d'oiseaux qui profitent d'un total de 17 200 hectares d'eau. Les oiseaux typiques de l'archipel comme grands huards (Gavia arctica) et les mouettes (Larnus canus), les hiboux (Aegolius Funereus) et la Buse pattue (Buteo lagopus).
Depuis 1967, l'association Ostrobothnia Australis y maintient une station biologique qui sert de base pour les observations et inventaires d'oiseaux et pour d'autres activités scientifiques, comme les études sur les araignées et les chauve-souris.